# Pithecellobium elegans
Pithecellobium elegans är en ärtväxtart som beskrevs av Adolpho Ducke. Pithecellobium elegans ingår i släktet Pithecellobium och familjen ärtväxter. Inga underarter finns listade i Catalogue of Life.